# Bayárcal
Bayárcal é um município da Espanha na província de Almería, comunidade autónoma da Andaluzia, de área 37 km² com população de 306 habitantes (2009) e densidade populacional de 8,27 hab./km².

## Demografia
| Variação demográfica do município entre 1991 e 2008 | Variação demográfica do município entre 1991 e 2008 | Variação demográfica do município entre 1991 e 2008 | Variação demográfica do município entre 1991 e 2008 | Variação demográfica do município entre 1991 e 2008 |
| --------------------------------------------------- | --------------------------------------------------- | --------------------------------------------------- | --------------------------------------------------- | --------------------------------------------------- |
| 1991                                                | 1996                                                | 2001                                                | 2004                                                | 2008                                                |
| 389                                                 | 357                                                 | 329                                                 | 305                                                 | 317                                                 |